# Francis Stillman Barnard

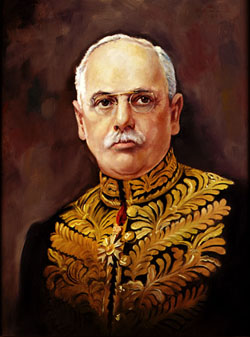
Francis Stillman Barnard

Sir Francis Stillman („Frank“) Barnard, KCMG (* 16. Mai 1856 in Toronto; † 11. April 1936 in Victoria) war ein kanadischer Politiker und Unternehmer. Als Mitglied der Konservativen Partei war er von 1888 bis 1896 Abgeordneter im Unterhaus. Von 1914 bis 1919 war er Vizegouverneur der Provinz British Columbia.

## Biografie
Barnard zog 1860 mit seiner Mutter nach British Columbia. Vater Francis Jones Barnard war bereits ein Jahr zuvor während des Cariboo-Goldrauschs dorthin gezogen und hatte ein Transportunternehmen gegründet. Die B.C. Express Company (auch als Barnard’s Express bekannt) erlangte in den folgenden Jahren eine marktbeherrschende Stellung bei Pferdefuhrwerk-Transporten von der Küste ins Innere von British Columbia. Seinen Sohn Francis schickte er zur Ausbildung nach Victoria und London (Ontario).
1873 kehrte Barnard nach British Columbia zurück, um seinen Vater im Unternehmen zu unterstützen. Als dieser 1880 einen Herzinfarkt erlitt, übernahm er die Geschäftsführung. Er expandierte in die Bereiche Flussschifffahrt, Grundstückerschließung, Bergbau, Holzverarbeitung und Tierzucht, wodurch er zu einer der wohlhabendsten Personen der Provinz wurde. 1886 und 1887 gehörte er dem Stadtrat von Victoria an.
Bei einer Nachwahl im Wahlbezirk Cariboo kandidierte er 1888 mit Erfolg für einen Sitz im Unterhaus. Er unterstützte die Bundesregierung von John Macdonald und förderte aktiv die rasche Besiedlung und Entwicklung der Provinz. 1896 zog er sich aus der Politik zurück und gehörte im darauf folgenden Jahr zu den Mitbegründern der Straßenbahn- und Elektrizitätsgesellschaft British Columbia Electric Railway (später BC Hydro), deren Geschäftsführung er übernahm.
Generalgouverneur Prinz Arthur vereidigte Paterson am 14. Dezember 1914 als Vizegouverneur von British Columbia. Dieses repräsentative Amt übte er bis zum 18. Dezember 1919 aus. Sein jüngerer Bruder George Henry Barnard (1868–1954) war ebenfalls Abgeordneter im Unterhaus sowie Senator.